# Cultura de los depósitos de cobre

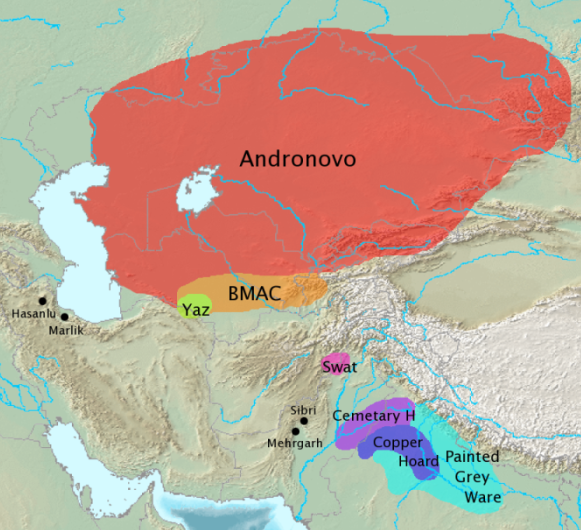
Culturas arqueológicas asociadas con la cultura de los depósitos de cobre (según la Enciclopedia de cultura indoeuropea:
- cultura andrónovo,
- cultura yaz,
- cultura BMAC (complejo arqueológico Bactria Margiana),
- cultura del río Swat,
- cultura del Cementerio H,
- cultura de los depósitos de cobre,
- cultura de la alfarería gris.

Proveniencia de artefactos seleccionados de depósitos:
1 y 2: sur de Jariana,
3 y 4: Uttar Pradesh,
5: Madhya Pradesh,
6, 7 y 8: sur de Bijar, norte de Orissa y Bengala.

La cultura de los depósitos de cobre (copper hoards culture, en inglés) es una cultura desconocida, que dejó objetos de cobre en varios sitios («depósitos») en el norte del subcontinente indio.
Los objetos se encuentran principalmente en depósitos, provisiones o reservas, y se cree que provienen del II milenio a. C., aunque muy pocos derivan de contextos de excavación controlados y fechables. La fechación es incierta.
Estos artefactos guardados o atesorados son una manifestación principal de la arqueología de India durante la era de los metales.
La mayor parte de provisiones se encuentran más en Rewari que en otros lugares de la India.
Se pueden identificar cuatro grupos de hallazgos regionales:
- sur de Jariana y norte de Rayastán
- la cuenca de los ríos Ganges y Yamuna
- Madhya Pradesh
- Chota Nagpur

Ya en el siglo XIX, se empezaron a conocer objetos de provisiones perdidas y se establecieron como un grupo importante de hallazgos en la zona entre los dos ríos Ganges y Yamuna, en el norte de la India.
Los hallazgos característicos de depósitos del sur de Haryana y el norte de Rajasthan incluyen hachas chatas, dobles hachas, arpones, espadas con una especie de «mangos de antena» y otros.
Los hallazgos del río Ganges y del río Yamuna son parecidos a los anteriores.
En cambio los de Chota Nagpur son bastante diferentes, e incluyen piezas muy bien trabajadas y otros similares a lingotes.
Como la mayoría no muestran signos de uso y como a veces están sobredimensionados, parecen no ser implementos y utensilios, sino que su uso era religioso.
El mineral de cobre deriva de diferentes yacimientos en Rayasthán (Khetri), Bihar/Bengala Occidental/Orissa (especialmente Singhbhum) y también en Madhia Pradesh (Malanjkhand).

## Más hallazgos
Cerca de Lucknow, los arqueólogos descubrieron un depósito de cobre de 25 kg, 
en un campo al sur de la aldea Udaipurwa, cerca del río Rind (un afluente del río Yamuna) en el distrito Auraiya (estado de Uttar Pradesh). Se cree que tiene unos 4000 años de antigüedad. Un campesino lo encontró el 31 de agosto de 2007 y lo escondió en una casa del pueblo para fundirlo y venderlo.